# Flinders Reef (Moreton Island)
Flinders Reef är ett rev i Australien.   Det ligger i sydöstra delen av delstaten Queensland. Revet ligger 5 km norr om Cape Moreton, nordspetsen på Moreton Island.